# Cockerill-Sambre

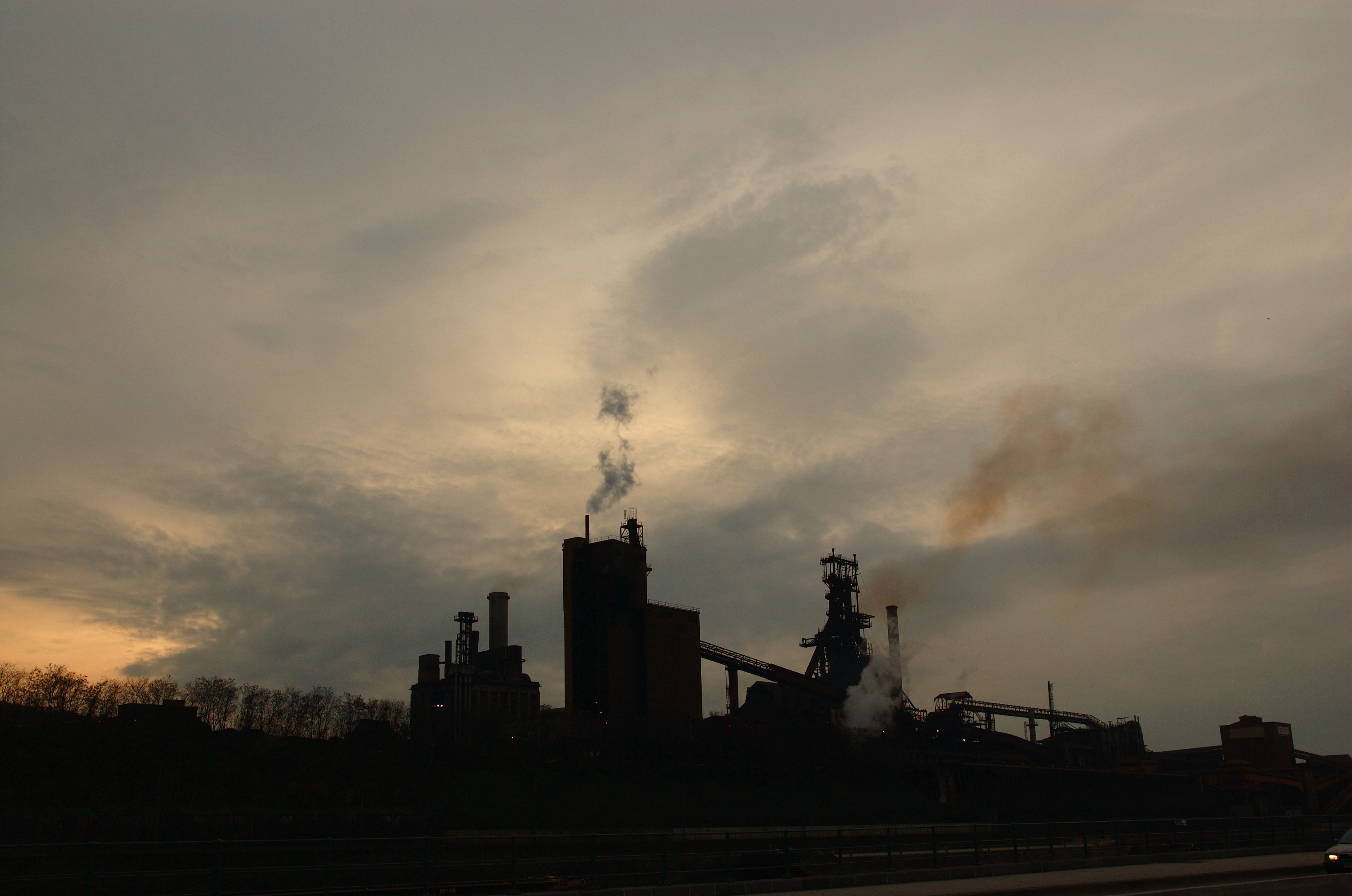
Cockerill-Sambre in Seraing

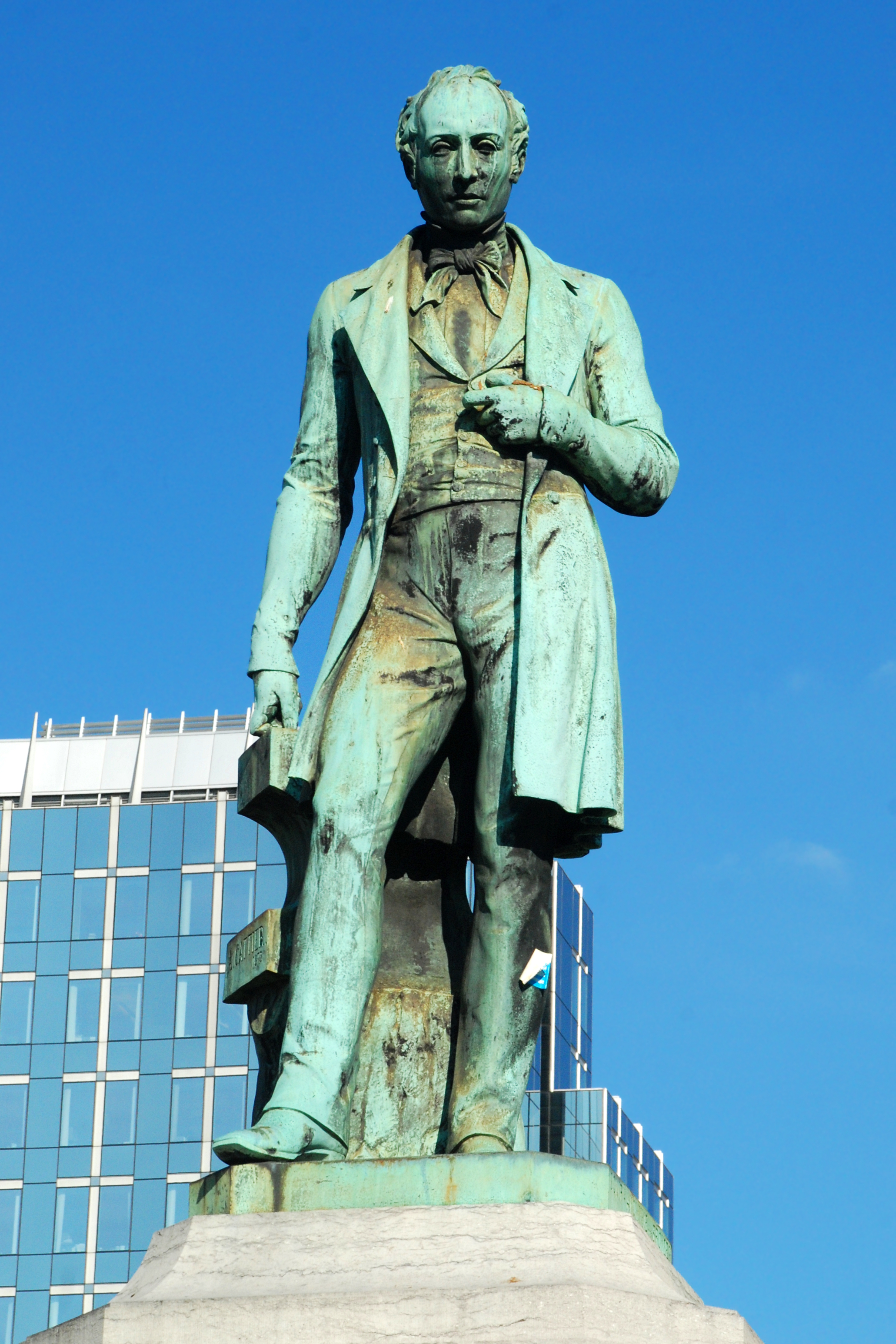
John Cockerill.

De groep Cockerill-Sambre was een Belgische staalproducent. De groep had vestigingen langs de Maas in Seraing, Cheratte en Herstal en langs de Samber in Charleroi. Het bedrijf ontstond in 1981 door een fusie van het Luikse Cockerill met Hainaut-Sambre uit Charleroi. Het oorspronkelijke bedrijf Cockerill werd opgericht door John Cockerill. De groep werd in 1998 overgenomen door Usinor, dat Arcelor werd in 2001 en ArcelorMittal in 2006.

## Voorgeschiedenis
In 1842 ontstond de Société Anonyme John Cockerill. De fabriek in Seraing werd tegen 1850 de grootste ter wereld en het bedrijf droeg bij aan de groei van België tot tweede grootste economisch mogendheid in die tijd, na het Verenigd Koninkrijk.
In 1955 werd na een fusie met het bedrijf Ougrée-Marihaye de naam Cockerill-Ougrée ingevoerd. Na een fusie met de Forges de la Providence in 1966 werd dit Cockerill-Ougrée-Providence. In 1970 werd ook Espérance-Longdoz overgenomen, en de naam werd verkort tot Cockerill. Er werkten nu 40.000 arbeiders, en er werd jaarlijks 6.134 kton ruwijzer geproduceerd. Het bedrijf bezat 27 hoogovens, waarvan 14 in het Luikse bekken (Seraing, Ougrée), 4 te Marchienne-au-Pont, 4 te Athus en 5 te Rehon. Het bedrijf te Ougrée zou geleidelijk sluiten.

## Geschiedenis

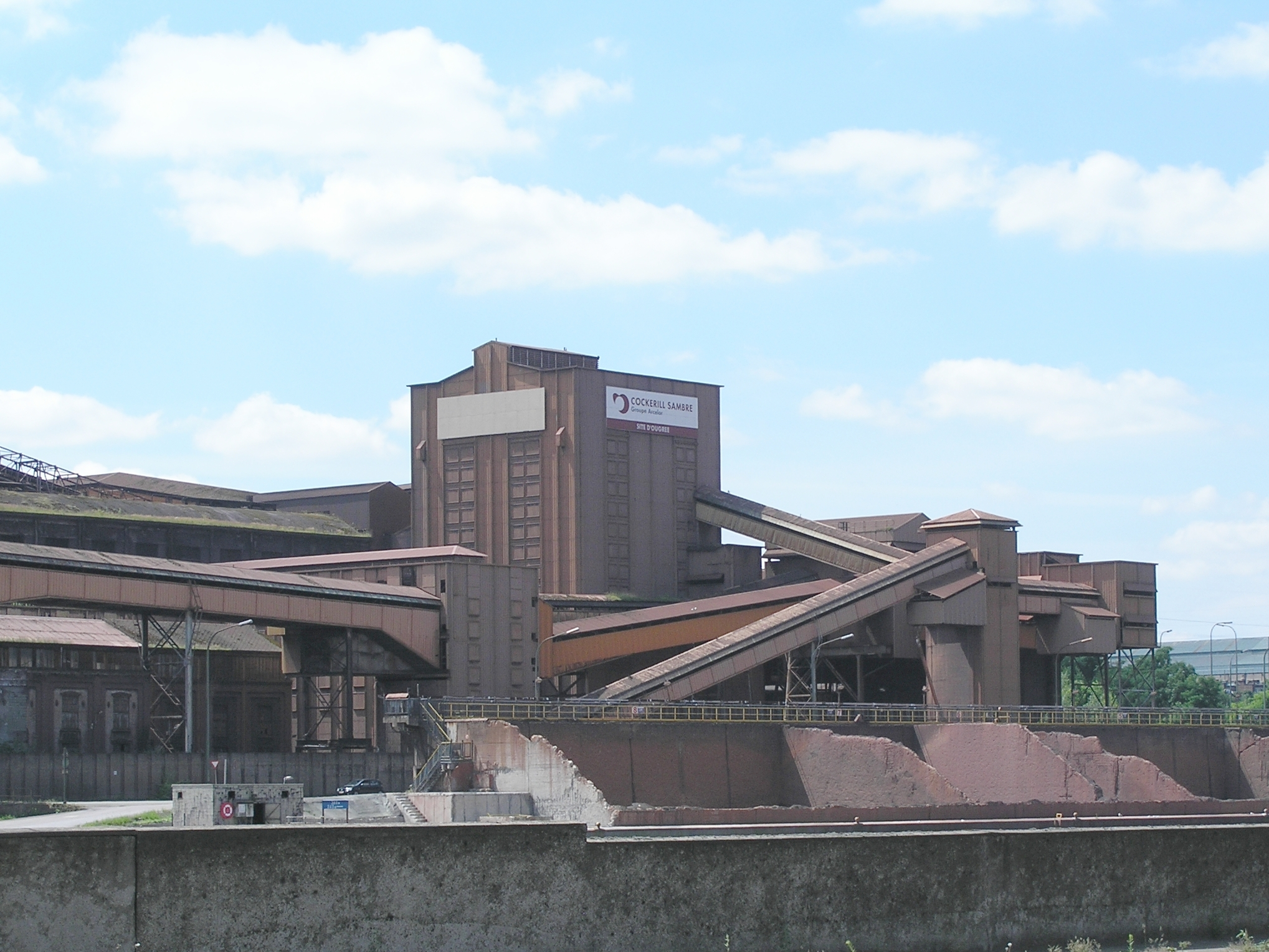
Cockerill-Sambre in Seraing 2012

Gedwongen door de zware crisis in de staalsector kwam er op 26 juni 1981 een fusie tot stand tussen het Luikse Cockerill (van Julien Charlier) en Hainaut-Sambre van Albert Frère uit Charleroi. De nieuwe Waalse staalgroep werd Cockerill-Sambre gedoopt en kwam voor 81,44% van het kapitaal in handen van de Belgische Staat.

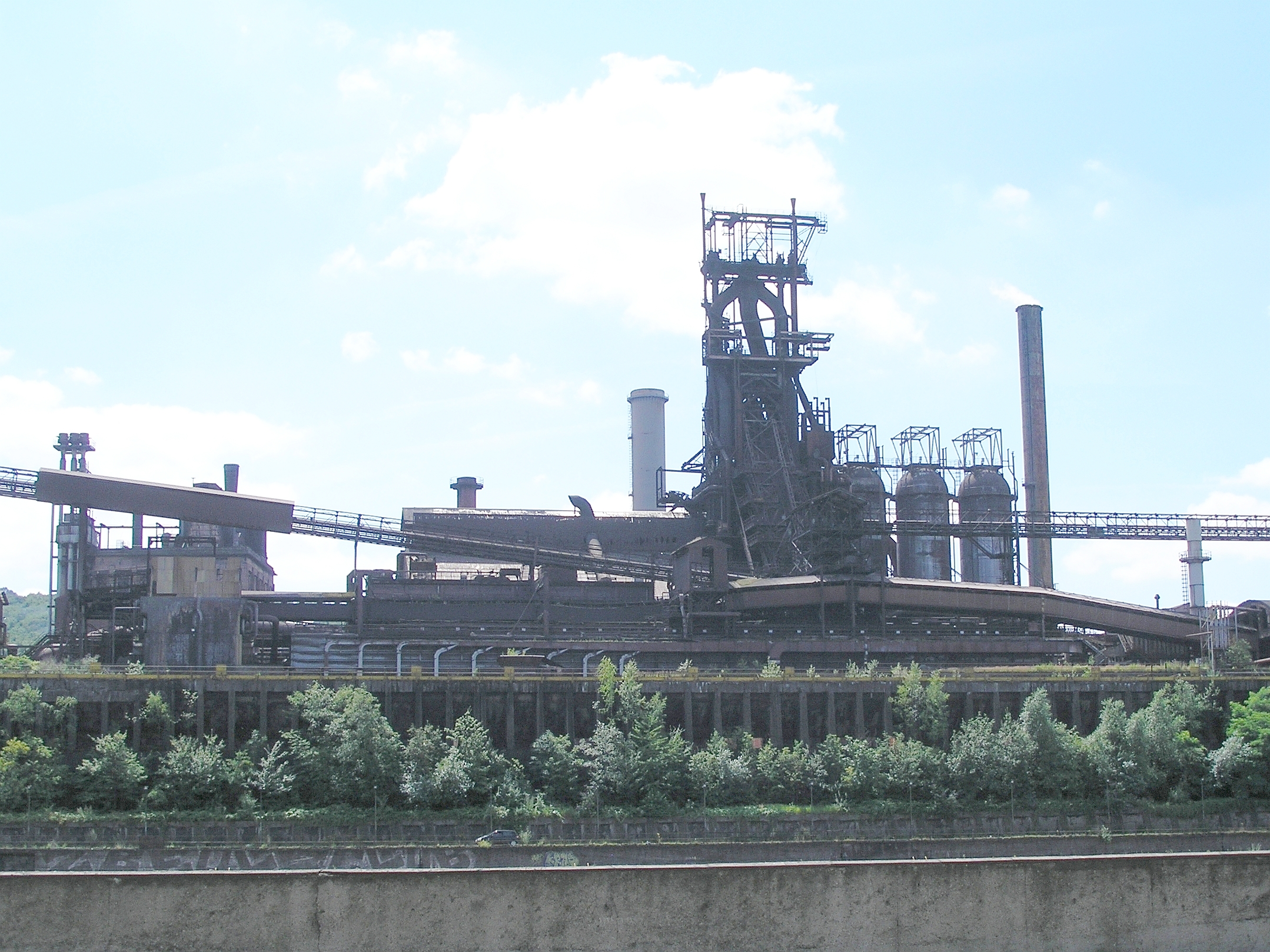
Cockerill-Sambre in Seraing 2012

Om het nieuwe maar noodlijdende staalbedrijf grondig te saneren werd de Franse zakenman Jean Gandois door de regering-Eyskens aangesteld als crisismanager. Hij had een rapport geschreven over de situatie bij het bedrijf en de noodzakelijke maatregelen in kaart gebracht. Gandois schrapte 7000 banen waardoor het personeelsbestand terugviel tot 8000 arbeiders. De Belgische overheid verlichtte de schuldenlast met 180 miljard Bef en de scheepswerf Cockerill Yards in Hoboken werd gesloten. Wanneer ten gevolge van de derde Staatshervorming (1988-1989) de gewesten bevoegd worden voor de zgn. nationale economische sectoren, wordt het Waalse Gewest in 1989 voor 98,18% eigenaar van Cockerill-Sambre. 
In 1990 werd EKO Stahl uit Eisenhüttenstadt aan de Oder in de ex-DDR overgenomen. Cockerill-Sambre betaalde een symbolische bedrag van één Duitse mark voor een aandelenbelang van 60%. De Europese Unie verleende in december 1993 toestemming op voorwaarde dat Cockerill 440 miljoen mark investeerde in een warmwalserij. Hierdoor was de werkgelegenheid van 2300 mensen bij Eko Stahl gewaarborgd. De Duitse regering gaf ook nog voor 900 miljoen mark aan financiële steun aan het bedrijf.
Halverwege de jaren 90 werd gezocht naar buitenlandse samenwerking, en in 1998 werd uiteindelijk de groep opgenomen in de Franse groep Usinor. Usinor betaalde 1,43 miljard gulden voor een aandelen belang van 53%. De Waalse regering behield evenwel een blokkeringsminderheid (25%) van de aandelen. De overname had geen gevolgen voor de 26.000 werknemers van Cockerill-Sambre. Het Belgische staalbedrijf realiseerde in 1997 voor het eerst in jaren weer winst ter grootte van 166 miljoen gulden. Het Duitse ThyssenKrupp was ook geïnteresseerd in een overname maar haakte af.
Usinor fusioneerde op 1 januari 2002 met het Spaanse Aceralia en het Luxemburgse Arbed tot Arcelor. Dit trio vormde het grootste staalbedrijf ter wereld met een productie van 44,4 miljoen ton staal per jaar. Arcelor behaalde een jaaromzet van 66 miljard euro met de productie van plaatstaal voor auto's en wasmachines en stalen balken voor de bouw en spoorwegen. Eerder al fuseerden Koninklijke Hoogovens en British Steel (1999) en de Duitse staalbedrijven Thyssen en Krupp (1997).
In 2006 vormde Arcelor met Mittal de groep ArcelorMittal. Het bestuur van Arcelor had vijf maanden lang weerstand geboden tegen het fusie voorstel, maar accepteerde uiteindelijk het bod van Mittal. Mittal had toen voor de derde keer het bod verhoogd tot 25,6 miljard euro. Arcelor kreeg een belang van 50,5% in het nieuwe bedrijf en de familie Mittal 43,4%.
In 2011 besloot de directie van ArcelorMittal de twee hoogovens en de productielijn voor warmgewalst staal in Luik te sluiten. Met het besluit verloren honderden werknemers hun baan. De productie van koudgewalst staal blijft behouden. Er werd nog gezocht naar kopers voor de activiteiten, maar deze acties bleven zonder resultaat. In 2014 staakte de productie van de hoogovens.
Eind 2016 werd de hoogoven HF6 in Seraing gesloopt. HF6 kwam in 1959 gereed en heeft dienst gedaan tot 2008. De hoogoven produceerde aanvankelijk 1200 ton ruwijzer per dag en was een van de grootste hoogovens in Europa. Later werd de capaciteit verhoogd tot 4000 ton per dag. Op de plaats van de hoogoven komen woningen en sportfaciliteiten.